# Barleria albostellata
Barleria albostellata es una especie de planta con flores del género Barleria, familia Acanthaceae.
Es nativa de Botsuana, Mozambique y Zimbabue.

## Descripción
Es un arbusto que puede llegar a crecer 90–300 centímetros de altura, con semillas de 6,5–8 × 6–7,5 mm. Los tallos más jóvenes poseen tricomas (pelos) densos, comúnmente de color beige amarillento en los entrenudos. Sus hojas pueden ser ovadas y anchas de 5–14 × 3–9 centímetros, con ápice poco atenuado. Pecíolo de 8–23 mm de largo.

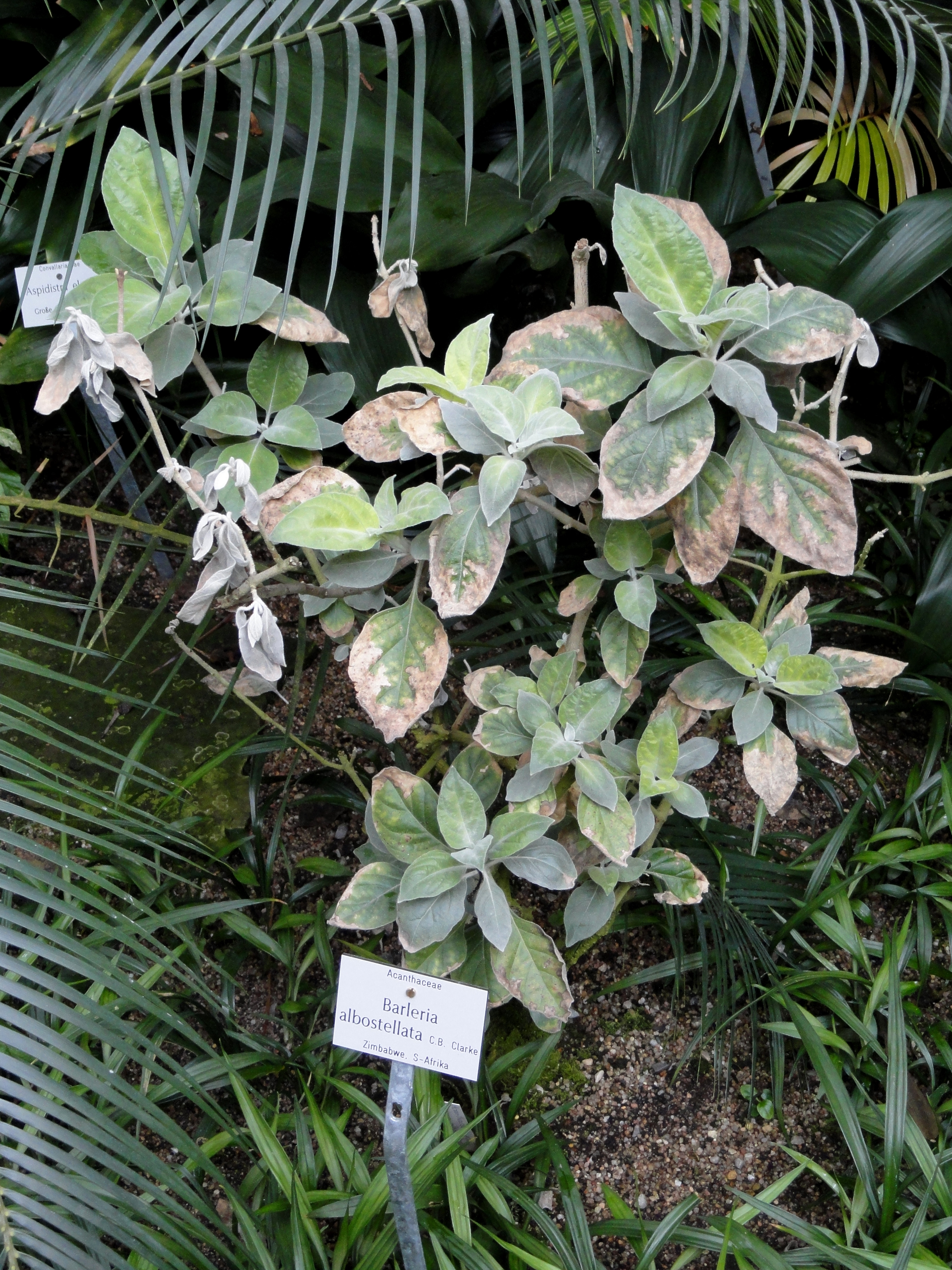
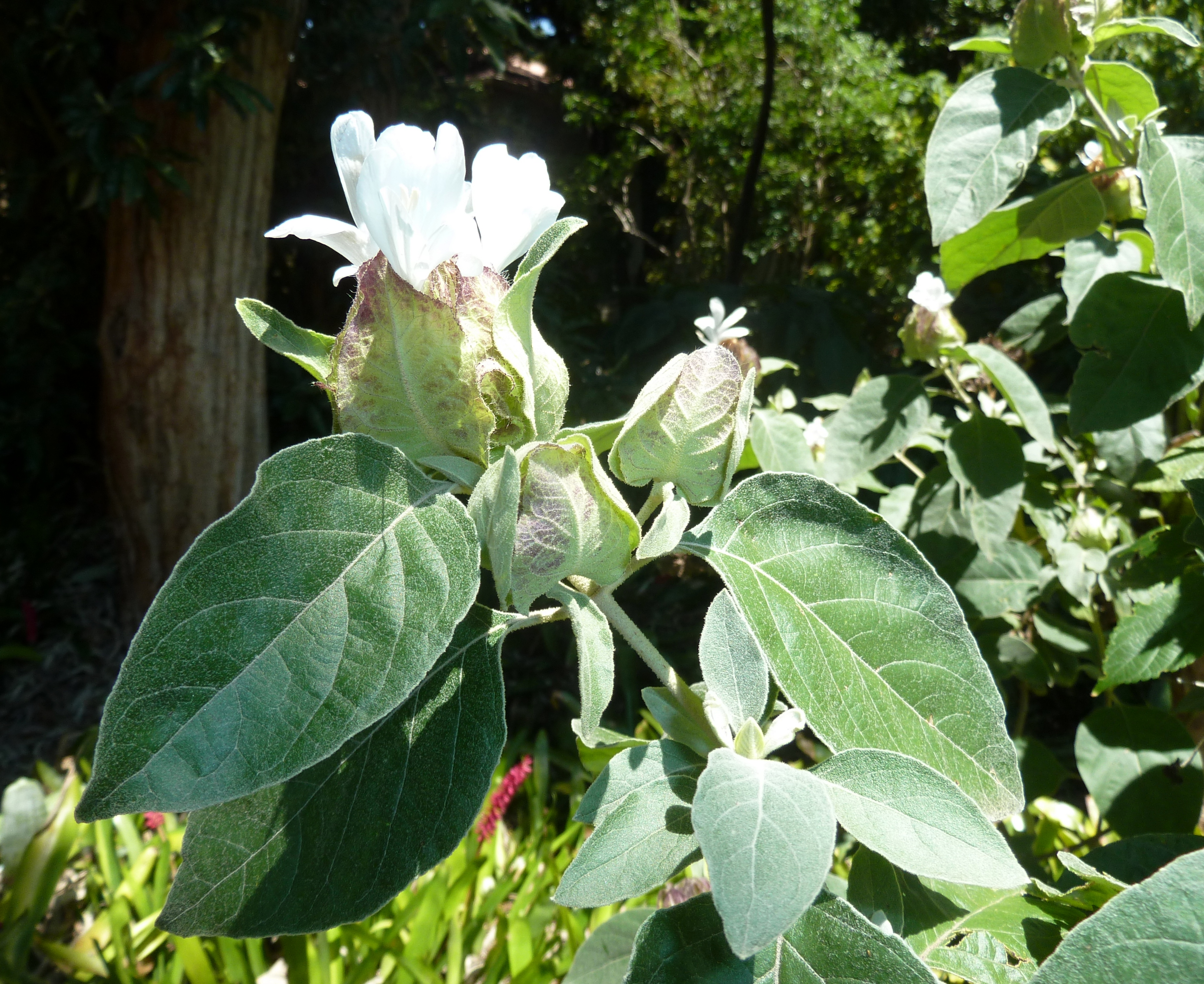
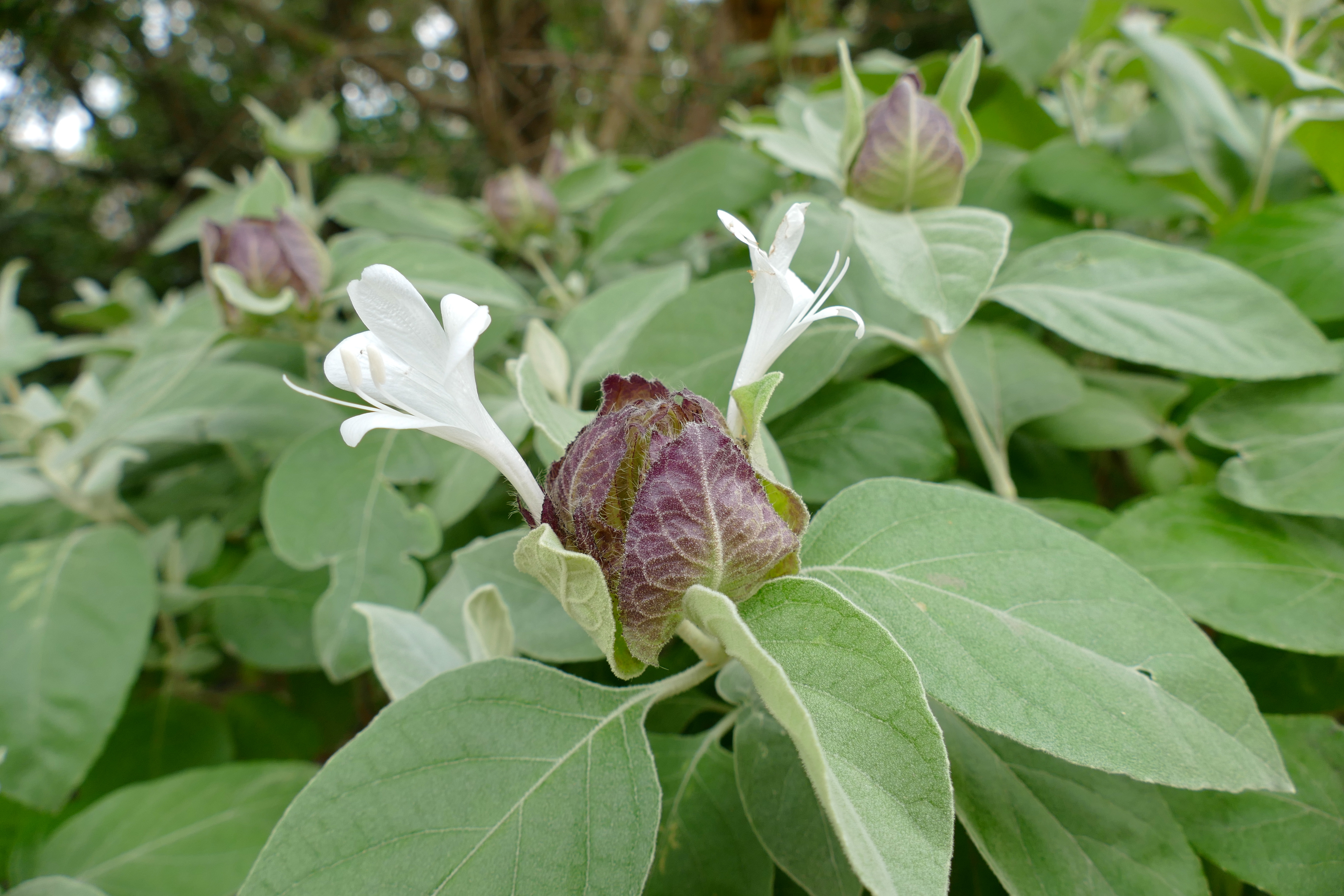
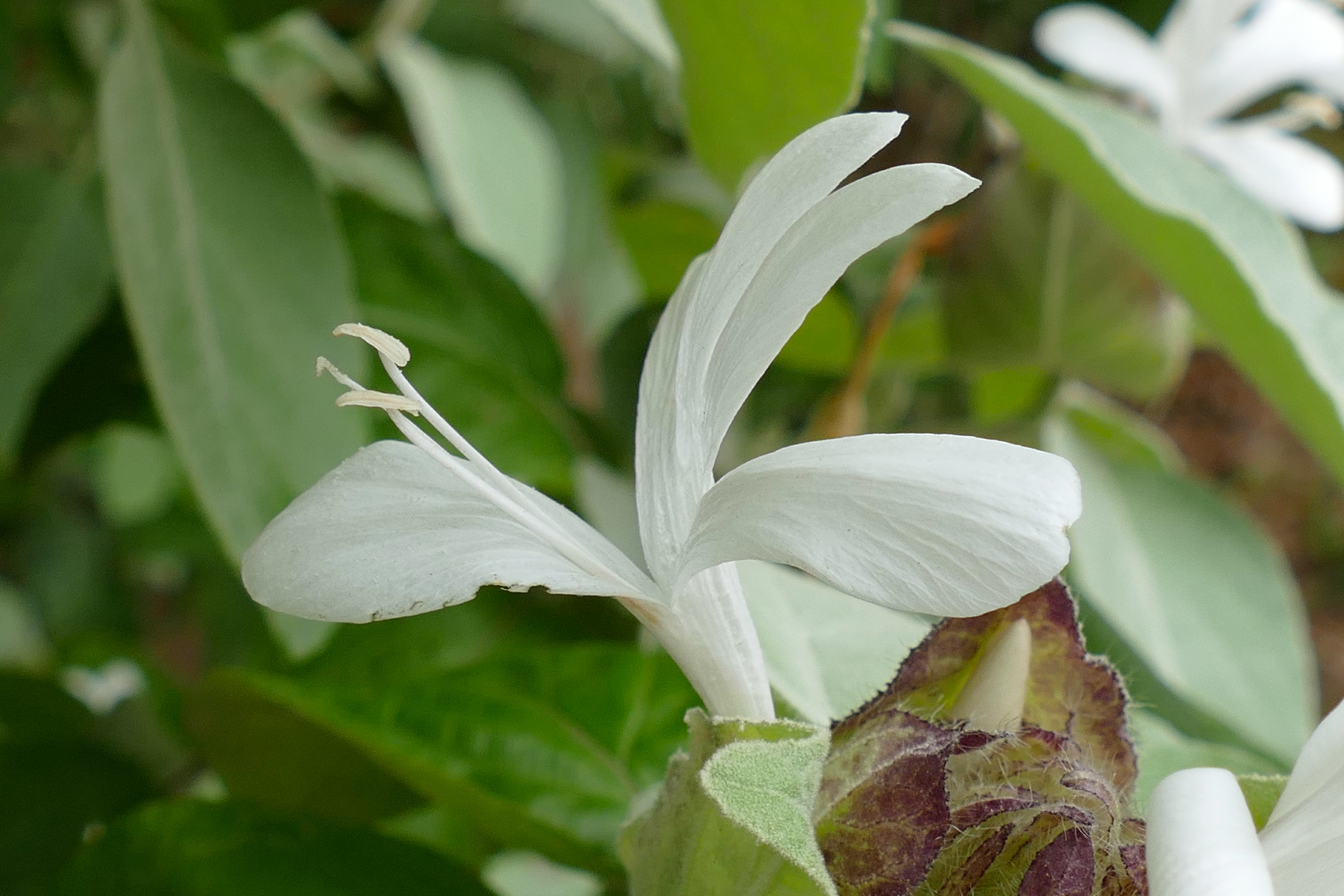